# ATC-kod V03: Medel vid förgiftningar, överdoseringar m.m.
ATC-kod V03: Medel vid förgiftningar, överdoseringar m.m. är en del av klassificeringssystemet ATC (Anatomical Therapeutic Chemical Classification System) för läkemedel och vissa andra medicinska produkter. ATC utvecklas av WHO och består av alfanumeriska koder indelade i grupper utifrån anatomi, medicinsk funktion och läkemedelstyp på 5 olika kodnivåer. Denna sida utgör innehållet i en specifik grupp på nivå 2.

## V03A Medel vidförgiftningar,överdoseringarm.m.

### V03AB Medel vid förgiftningar (motgift)
V03AB01 Ipekakuana
V03AB02 Nalorfin
V03AB03 Edetat
V03AB04 Pralidoxim
V03AB05 Prednisolon och prometazin
V03AB06 Tiosulfat
V03AB08 Natriumnitrit
V03AB09 Dimerkaprol
V03AB13 Obidoxim
V03AB14 Protamin
V03AB15 Naloxon
V03AB16 Etanol
V03AB17 Metyltionin
V03AB18 Kaliumpermanganat
V03AB19 Fysostigmin
V03AB20 Kopparsulfat
V03AB21 Kaliumjodid
V03AB22 Amylnitrit
V03AB23 Acetylcystein
V03AB24 Digitalisantitoxin
V03AB25 Flumazenil
V03AB26 Metionin
V03AB27 4-dimetylaminofenol
V03AB29 Kolinesteras
V03AB30 Naltrexon
V03AB31 Berlinerblått
V03AB32 Glutation
V03AB33 Hydroxokobalamin
V03AB34 Fomepizol
V03AB35 Sugammadex

### V03AC Medel vidjärnförgiftning(järn-kelatorer)
V03AC01 Deferoxamin
V03AC02 Deferipron
V03AC03 Deferasirox

### V03AE Medel för behandling avhyperkalemiochhyperfosfatemi
V03AE01 Polystyrensulfonat
V03AE02 Sevelamer
V03AE03 Lantankarbonat
V03AE04 Kalciumacetat och magnesiumkarbonat

### V03AF Medel mot toxicitet vidcytostatikabehandling
V03AF01 Mesna
V03AF02 Dexrazoxan
V03AF03 Kalciumfolinat
V03AF04 Kalciumlevofolinat
V03AF05 Amifostin
V03AF06 Natriumfolinat
V03AF07 Rasburikas
V03AF08 Palifermin
V03AF09 Glukarpidas

### V03AG Medel för behandling avhyperkalcemi
V03AG01 Natriumcellulosafosfater

### V03AH Medel för behandling avhypoglykemi
V03AH01 Diazoxid

### V03AKVävnadslim
Inga undergrupper.

### V03AM Medel förembolisering
Inga undergrupper.

### V03AN Medicinskagaser
V03AN01 Syre
V03AN02 Koldioxid
V03AN03 Helium
V03AN04 Kväve
V03AN05 Medicinsk luft

### V03AX Övriga medel
V03AX02 Nalfurafin

### V03AZ Nervedepressiva
V03AZ01 Etanol

### Engelska
- WHO Collaborating Centre for Drug Statistics Methodology - ATC Index
- WHO Collaborating Centre for Drug Statistics Methodology - ATCvet Index

### Svenska
- SIL online
- FASS.se - ATC
- FASS.se - Veterinär-ATC
- Sök läkemedelsfakta - Läkemedelsverket
- Socialstyrelsen : Klassifikationer
- Nationellt produktregister för läkemedel - NPL